# أرقام (لوست)
«أرقام» هي الحلقة الثامنة عشر من الموسم الأول من لوست. أخرج الحلقة دان أتياس وكتبها برنت فليتشر وديفيد فيوري. تم بثها لأول مرة في 2 مارس 2005، على قناة ABC. ظهرت شخصية هوغو "هيرلي" رييس (خورخي غارسيا) في فلاشباك الحلقة.

## القصة

### الفلاشباك
في سبتمبر 2004، فاز هيرلي باليانصيب، وعلى مدار الأسابيع التالية، بدا أن كل من حوله أصبح يعاني من سوء الحظ بشكل متزايد. توفي جده بنوبة قلبية، وأصيب الكاهن المسؤول عن الدفن بالصواعق، وزوجة أخيه تركت زوجها، وكسرت والدته كاحلها بينما اشتعلت النيران في المنزل الذي اشتراه لها، واعتقل هيرلي بنفسه زوراً. ثم يزور مصحة حيث أقام فيها لبعض الوقت للتحدث إلى أحد المرضى هناك، ليونارد سيمز، الذي يكرر باستمرار الأرقام التي استخدمها هيرلي للفوز باليانصيب. عندما أخبره هيرلي عن هذا الأمر، أصبح ليني عاقلاً وذعرًا وصرخ قائلاً «الأرقام سيئة!» بينما يسحبه طاقم المستشفى بعيدًا، يخبر ليونارد هيرلي بالعثور على سام تومي في كالغورلي، أستراليا.
يسافر هيرلي إلى كالغورلي ويعلم أن تومي مات قبل أربع سنوات. تشرح أرملته مارثا كيف خدم تومي وليونارد معًا في البحرية الأمريكية، متمركزين في مركز استماع في المحيط الهادئ حيث راقبا البث الإذاعي على الموجة الطويلة. كان معظم ما سمعوه ثابتًا، ولكن في وقت ما في عام 1988 (والذي يتزامن مع الوقت الذي تقطعت بها السبل روسو في الجزيرة)، التقطوا إشارة لصوت بشري يكرر الأرقام مرارًا وتكرارًا. بعد استخدام الأرقام للفوز بلعبة جرة التخمين في معرض، واجه تومي دفقًا ثابتًا من الحظ السيئ حتى انتحر أخيرًا بالشوزن. على الرغم من ذلك، تؤكد مارثا أنه لا توجد لعنة، وأنك «تصنع حظك بنفسك».

### على الجزيرة
بالنظر إلى بعض الوثائق التي وجدها سعيد في معسكر روسو، لاحظ هيرلي الملاحظات المتكررة لـ «4 ،8، 15 ، 16 ، 23 ، 42»، وهي نفس الأرقام التي استخدمها للفوز باليانصيب. ينطلق هيرلي بمفرده بحثا عن روسو، متجاهلًا تحذيرات سعيد. في اليوم التالي، وجد هيرلي نفس الكابل الغامض الذي تبعه سعيد، والذي يمتد من المحيط إلى التلال ثم يختفي في باطن الأرض بالقرب من وادٍ ضيق يمر عبره جسر على حبل. منذ ذلك الحين، وضعت روسو مصائدًا بجانب الكابل، ولكن من خلال الحظ الجيد الواضح، يستمر هيرلي في تجنب التعرض للأذى. سعيد وجاك وتشارلي يلحقون به في النهاية. تأتي المجموعة إلى الجسر، على الرغم من أن هيرلي يحمل وزنًا أكبر، يتسلل عبر الجسر بسلاسة، في حين يظهر تشارلي - الذي يحمل وزنًا أخف - تأثيرًا واضحًا على انهيار الجسر.
وصل جاك وسعيد إلى ملجأ روسو القديم، فقط ليتعثروا بفخ آخر، مما تسبب في انفجار دمره. يعتقد سعيد أن روسو توقعت عودته. في هذه الأثناء، انفصل هيرلي وتشارلي بعد إطلاق النار عليهما، ويواجه هيرلي روسو، الذي تحتجزه تحت تهديد السلاح. يرفض هيرلي التراجع ويصر بشدة على جعلها إخباره بما تعنيه الأرقام. واقتناعا منها بإخلاصه، أخفضت سلاحه، لكنها قالت بعد ذلك إنها لا تعرف. انجذب فريقها إلى الجزيرة من خلال أرقام الإرسال اللاسلكي نفسها، لكن سفينتهم تحطمت بسبب الصخور المغمورة بالمياه. استغرق الأمر منهم أسابيع للعثور على برج الإرسال، الذي كان بالقرب من «الصخرة السوداء»، لكن فريقها أصبح «مريضًا». بعد أن مات الباقون، غيرت روسو الرسالة إلى نداء إستغاثة خاص بها. بالتأمل في كيف كانت الأرقام مسؤولة بشكل واضح عن إحضارهما إلى الجزيرة، وأنهم تسببوا في فقدانها لكل ما كانت تهتم به، تمامًا كما جلبتا له الحظ السيئ، واستنتجت روسو أنهما ملعونان بالفعل. يشعر هيرلي بالارتياح لأنه وجد أخيرًا شخصًا يتفق معه، ويحتضنها.
يعود هيرلي إلى سعيد وجاك وتشارلي، حيث يمنحهم بطارية من روسو، والتي يمكن استخدامها لطوف مايكل. على الشاطئ، يكشف تشارلي عن إدمانه على الهيروين لهيرلي، والذي بدوره يكشف مدى ثرائه بالفعل، لكن تشارلي يعتقد أن هذه مزحة وخزعبلات. تظهر الأرقام بعد ذلك منقوشة على جانب الفتحة التي عثر عليها بون ولوك.
في هذه الأثناء، يطلب لوك من كلير مساعدته في بناء شيء بالخشب. عندما انتهى، اتضح أنه كان مهدًا لطفل كلير المستقبلي. كلير شاكرة وتكشف أنه كان عيد ميلادها اليوم.

## الإنتاج
تمت الإشارة إلى " اكبح حماسك"، حيث يعتقد خطأ أن هيرلي تاجر مخدرات وتم اعتقاله. في اكبح حماسك ، يلعب خورخي غارسيا دور تاجر مخدرات، وقد مكنه دوره كتاجر مخدرات بالفوز بدور هيرلي في لوست.

## بعد البث
الحلقة كان لها 18.85 مليون مشاهد أمريكي. في مراجعة كريس كارابوت من IGN لـ «أرقام»، والتي تظهر فيها روسو للمرة الثانية، وصف كارابوت لقاء هيرلي وروسو بأنه «أفضل لحظة في الحلقة»، حيث «يجد هيرلي الراحة مع شخص لا نتوقعه على الإطلاق». أشاد المؤلف المشارك في لوست ج. ج. أبرامز بفورلان لإعطائها الشخصية «القلب والروح»، وتمكن من جعلها «قابلة للتحديد ومعقدة».
بعد بث الحلقة، استخدم العديد من الأشخاص الأرقام نفسهم (4, 8, 15, 16, 23 ,42) كمدخلات يانصيب. وفقًا لـ Pittsburgh Tribune-Review، في غضون ثلاثة أيام، تمت تجربة الأرقام أكثر من 500 مرة من قبل لاعبين محليين. وبالمثل، في نفس الفترة، استخدم أكثر من 200 شخص في ميشيغان وحدها تسلسل يانصيب ميغا ميليونز  وبحلول أكتوبر، جربهم الآلاف في يانصيب باوربول متعدد الولايات.  تم لفت الانتباه إلى هذه المشكلة بعد سحب ميغا ميليونز لجائزة كبرى بقيمة 380.000.000 دولار أمريكي تقريبًا في 4 يناير 2011، حيث رسم سلسلة من الأرقام التي كانت أدنى ثلاثة أرقام (4-8-15) والكرة الضخمة (42) تتطابق مع أربعة من خمسة أعداد. رقم 42 هو أيضًا «الرقم الضخم» في تذكرة هيرلي «ميغا لوتو». ربح اللاعبون الذين لعبوا المجموعة 150 دولارًا لكل منهم (أو 118 دولارًا في كاليفورنيا).

## روابط خارجية
- «أرقام» في ABC
- «أرقام» على قاعدة بيانات الأفلام على الإنترنت

1. ↑  "Lost - Netflix". نتفليكس. مؤرشف من الأصل في 2021-03-08. اطلع عليه بتاريخ 2017-11-24.
2. ↑  "Weekly Program Rankings" (Press release). أيه بي سي Medianet. 8 مارس 2005. مؤرشف من الأصل في 2015-03-11. اطلع عليه بتاريخ 2008-07-30.
3. ↑  Carabott، Chris (9 أكتوبر 2008). "IGN: Numbers Review". آي جي إن. مؤرشف من الأصل في 2012-02-16. اطلع عليه بتاريخ 2008-12-23.
4. ↑  Keck، William (22 مايو 2007). "After 3 long 'Lost' seasons, a Rousseau family reunion". يو إس إيه توداي. مؤرشف من الأصل في 2011-01-02. اطلع عليه بتاريخ 2008-03-30.
5. ↑  "No winning ticket found with Lost numbers". بيتسبرغ تريبيون ريفيو. 19 يونيو 2005. مؤرشف من الأصل في 2005-12-27.
6. ↑  Rook، Christine (5 مارس 2005). "Lost numbers come up losers". Lansing State Journal. مؤرشف من الأصل في 2008-03-07.
7. ↑  Serpe، Gina (20 أكتوبر 2005). "Lost Numbers Lose Millions". Eonline.com. مؤرشف من الأصل في 2009-02-03. Eva Robelia, spokeswoman for the Wisconsin Lottery, says more than 840 people across five states played the TV-inspired numbers, including 266 more in New Hampshire
8. ↑  Weaver، Teresa (19 أكتوبر 2005). "In record Powerball, some to bank on bad luck". Columbia Missourian. مؤرشف من الأصل في 2005-12-20. For the Powerball drawing on Oct. 12, 461 people selected the six numbers within Missouri, said Susan Goedde of the Missouri Lottery. If you add those to the 204 tickets in Kansas, 117 in Louisiana, 134 in Iowa and the rest of the 25 states included in the Powerball take, you end up with a lot of people sharing the winnings.